# امبودیماناری
امبودیماناری (به لاتین: Ambodimanary) یک سکونتگاه مسکونی در ماداگاسکار است که در سوفیا (ماداگاسکار) واقع شده‌است.

## خصوصیات
امبودیماناری ۱۱٬۰۰۰ نفر جمعیت دارد و ۱۳۳ متر بالاتر از سطح دریا واقع شده‌است.